# Garnwerd
Garnwerd (en groningois : Garwerd) est un village de la commune néerlandaise de Westerkwartier, situé dans la province de Groningue. 

## Géographie
Le village est situé à 10 km au nord de Groningue. Il est arrosé par le Reitdiep.

## Histoire
Garnwerd fait partie de la commune d'Ezinge avant le 1er janvier 1990, date où elle est rattachée à Winsum. Le 1er janvier 2019, celle-ci est supprimée et le village est rattaché à la nouvelle commune de Westerkwartier.

## Démographie
Le 1er janvier 2018, le village comptait 456 habitants.